# Entente Sportive Le Cannet-Rocheville Volley-Ball 2015-2016
Questa voce raccoglie le informazioni riguardanti l'Entente Sportive Le Cannet-Rocheville Volley-Ball nelle competizioni ufficiali della stagione 2015-2016.

## Organigramma societario
Area direttiva
- Presidente: Daniel Bussani
- Vicepresidente: Laurent Pariente
- Segreteria generale: Christine Helfer
- Amministrazione: Paule Jirard, Nadine Roux, Jean-Noel Brun, Laurent Herry, Marc Psila

Area organizzativa
- Team manager: Manu Helfer
- Tesoriere: Pierre Gal, Jean-Marie Principiano

Area tecnica
- Allenatore: Riccardo Marchesi
- Allenatore in seconda: Filippo Schiavo

## Rosa
| N° | Nome                 | Ruolo | Data di nascita   | Nazionalità sportiva |
| -- | -------------------- | ----- | ----------------- | -------------------- |
| 1  | Jineiry Martínez     | C     | 3 dicembre 1997   | Rep. Dominicana      |
| 2  | Ol'ha Savenčuk       | S     | 20 maggio 1988    | Ucraina              |
| 4  | Anne Sophie Bauer    | S     | 7 gennaio 1993    | Francia              |
| 5  | Evgenija Njuchalova  | S/O   | 23 maggio 1995    | Ucraina              |
| 6  | Alessandra Guerra    | S     | 5 aprile 1981     | Brasile              |
| 7  | Niverka Marte        | P     | 19 ottobre 1990   | Rep. Dominicana      |
| 9  | Élisabeth Fedèle     | S     | 11 gennaio 1994   | Francia              |
| 10 | Ana Hristova         | S     | 26 agosto 1994    | Bulgaria             |
| 11 | Mira Todorova        | C     | 12 aprile 1994    | Bulgaria             |
| 12 | Emeline Roy          | L     | 11 ottobre 1993   | Francia              |
| 13 | Anastasija Kornienko | P     | 9 settembre 1992  | Russia               |
| 14 | Alexandra Lourenco   | P     | 12 aprile 1995    | Francia              |
| 15 | Anais Caullet        | C     | 29 luglio 1999    | Francia              |
| 16 | Debby Stam           | S     | 24 luglio 1984    | Paesi Bassi          |
| 18 | Marina Zambelli      | C     | 1º gennaio 1990   | Italia               |
| 20 | Sayaka Tsutsui       | L     | 29 settembre 1992 | Giappone             |